# Louis Wagner

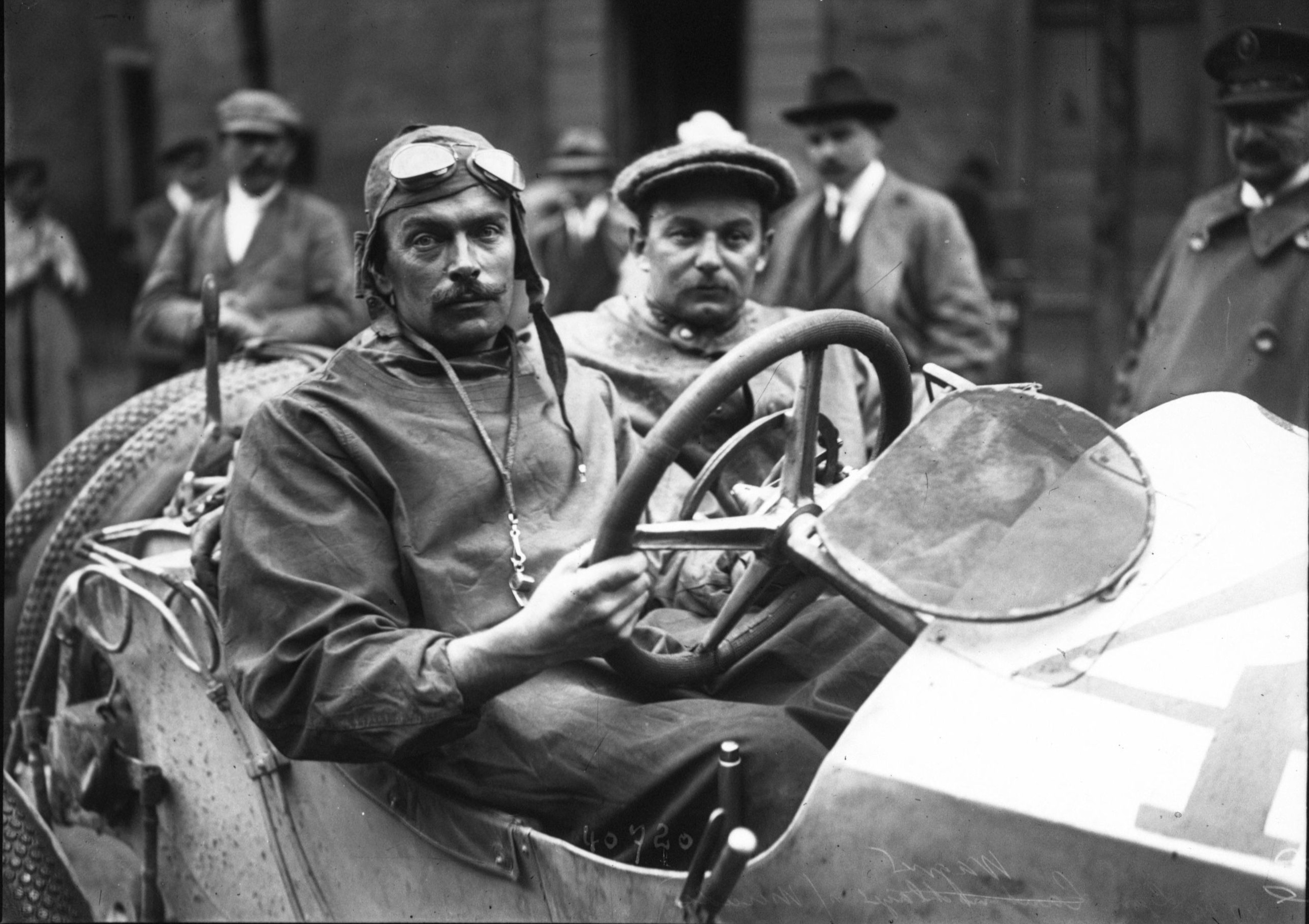
Louis Wagner beim Großen Preis von Frankreich 1914

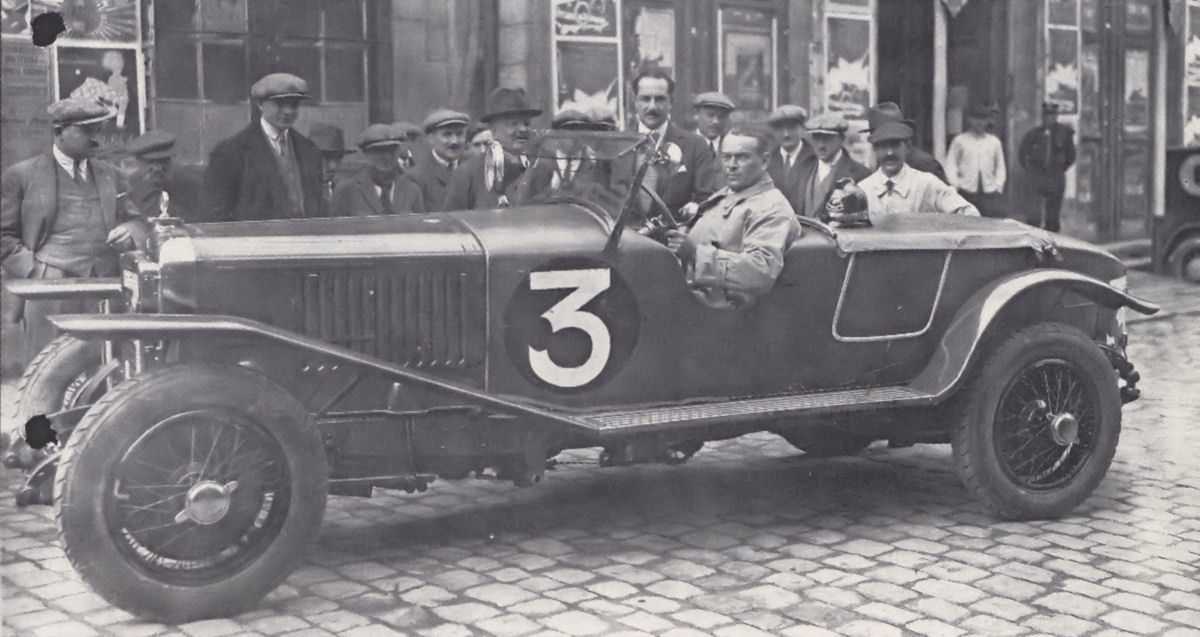
Louis Wagner am Steuer eines Peugeot 174S, vor dem 24-Stunden-Rennen von Le Mans 1926

Louis Auguste Wagner (* 5. Februar 1882 in Le Pré-Saint-Gervais; † 13. März 1960 in Montlhéry) war ein französischer Automobilrennfahrer.

## Karriere
Louis Wagners Karriere als Rennfahrer ist eng verbunden mit der Entwicklung des Automobils, was ihn zu einer historischen Figur der Automobilgeschichte macht. Schon in den letzten Jahren des 19. Jahrhunderts fuhr er erste, wenn auch kurze Straßenrennen. Seinen ersten Sieg feierte er 1903, als er auf einem Darracq beim Circuit des Ardennes in Bastogne seine Klasse gewann. 1904 gehörte er zur Werksmannschaft von Darracq, die beim Gordon-Bennett-Cup Achte wurde.
1906 gewann Wagner den Vanderbilt Cup und wurde 1907 Fünfter beim Kaiserpreis-Rennen. Seine historische Bedeutung erlangte er durch seinen Sieg beim Großen Preis von Amerika 1908. Es war der erste Grand Prix auf amerikanischem Boden und der vierte der Motorsportgeschichte.
1914 musste sich Wagner beim französischen Grand Prix nur Christian Friedrich Lautenschlager geschlagen geben und gehörte in den 1920er-Jahren neben Giuseppe Campari und Felice Nazzaro zur Werksmannschaft von Alfa Romeo.
Louis Wagner, der 1919 auf einem Ballot auch beim 500-Meilen-Rennen von Indianapolis am Start war, gewann 1926 auch den ersten Großen Preis von Großbritannien.
Zweimal war er beim 24-Stunden-Rennen von Le Mans am Start. 1925 wurde er auf einem Ariès Sechster, fiel jedoch ein Jahr später nach einem technischen Defekt aus. Er starb 1960 im Alter von 78 Jahren in seinem Haus in der Nähe der Rennstrecke von Montlhéry.

## Statistik

### Le-Mans-Ergebnisse
| Jahr | Team                            | Fahrzeug         | Teamkollege         | Platzierung | Ausfallgrund     |
| ---- | ------------------------------- | ---------------- | ------------------- | ----------- | ---------------- |
| 1925 | Société des Automobile Ariès    | Ariès Type S GP2 | Charles Flohot      | Rang 6      |                  |
| 1926 | Société des Automobiles Peugeot | Peugeot 174S     | Christian Dauvergne | Ausfall     | defekter Starter |